# Woodland (Alabama)
 Woodland, Alabama és una població dels Estats Units a l'estat d'Alabama. Segons el cens del 2000 tenia 192 habitants.

## Demografia
Segons el cens del 2000, Woodland tenia 192 habitants, 82 habitatges, i 56 famílies La densitat de població era de 65,6 habitants/km².
Dels 82 habitatges en un 36,6% hi vivien nens de menys de 18 anys, en un 51,2% hi vivien parelles casades, en un 17,1% dones solteres, i en un 30,5% no eren unitats familiars. En el 30,5% dels habitatges hi vivien persones soles el 12,2% de les quals corresponia a persones de 65 anys o més que vivien soles. El nombre mitjà de persones vivint en cada habitatge era de 2,34 i el nombre mitjà de persones que vivien en cada família era de 2,89.
Per edats la població es repartia de la següent manera: un 26,6% tenia menys de 18 anys, un 6,8% entre 18 i 24, un 25% entre 25 i 44, un 25% de 45 a 60 i un 16,7% 65 anys o més.
L'edat mediana era de 39 anys. Per cada 100 dones hi havia 73 homes. Per cada 100 dones de 18 o més anys hi havia 69,9 homes.
La renda mediana per habitatge era de 31.500 $ i la renda mediana per família de 41.250 $. Els homes tenien una renda mediana de 43.750 $ mentre que les dones 24.375 $. La renda per capita de la població era de 17.106 $. Aproximadament el 15,2% de les famílies i el 14,9% de la població estaven per davall del llindar de pobresa.

## Poblacions properes
El següent diagrama mostra les poblacions més properes.